# 制作プロダクション
制作プロダクション（せいさくプロダクション）は、映画、放送、広告、出版に制作物を供給することを業務とする会社。
出版・広告業界においては、編集プロダクション、制作会社と呼ばれる。映画業界においては、慣例的に独立プロと呼ばれる。

## 放送

### 日本
日本では放送局が放送事業と制作事業の双方を手掛けていることが多いが、これはテレビ放送開始時に映画会社の協力を得られなかった背景が大きい。社員、もしくは契約社員としてプロデューサーやディレクターなどを雇用している。フリーランスのスタッフと番組制作案件ごとに契約している場合も多い。
しかし、1970年代のテレビ局の合理化とともに独立制作プロダクションも誕生した。放送局が直接制作する番組は極めて少なくなっており、ほとんど全ての番組に制作プロダクションが何らかの形で関わっている（ただしNHKはその限りでなく、直接制作する割合が比較的高い）。
映画界においては、第二次世界大戦後の一時期は東宝、松竹、大映、東映など映画製作会社以外の独立プロが台頭。1950年（昭和25年）には全制作本数215本のうち94本が独立プロによる作品となった。この年は、映画製作会社にレッドパージの波が押し寄せ、映画監督や脚本家、俳優などの人材が放逐され、結果的に独立プロ側への人材供給が進んだこと。また、映画配給システムが変更され、映画館が映画会社の思惑に左右されずにプログラムを組むことが可能になったことも背景にあった。しかし、この後は映画会社側も監督や俳優の育成を積極的に行い、専属契約で束縛するなどして巻き返しを行った。

### アメリカ
アメリカではハリウッドを中心とする制作プロダクションを保護する必要から、1970年に連邦通信委員会（FCC）が、当時の3大ネットワークが報道番組以外の番組制作に出資して所有権を保有することを禁じた。これはコンテンツの知的財産保護や番組やチャンネルの多様化につながったといわれている。

### フランス
フランスでは映画チケット代と放送局の収入の一定割合をプールし、CNCという機関を通じてコンテンツの企画が通った制作会社に対して基金から支給する制度がある。

### イギリス
イギリスではBBCやITVの放送番組の25％が外部制作とされ、2000年代半ばには50％に広げる方向になった。

## 広告
広告代理店は媒体企画や媒体購入を中心におこない、企画の一部と実制作はプロダクションに任せている場合が多い。広告代理店によっては子会社としてプロダクションを抱えていることもあり、こうした広告代理店系列の制作会社はハウスプロダクションとよばれる。

## 出版
- 大手出版社の中には、グループ会社として制作会社を持つ場合があるが、大多数は編集プロダクション（略称「編プロ」）と呼ばれる独立した中小企業が中心となっている。